# Mason Greenwood
Mason Will John Greenwood (* 1. října 2001 Bradford) je anglický profesionální fotbalista, který hraje na pozici křídelníka či útočníka ve francouzském klubu Olympique Marseille, kam přestoupil z Manchesteru United, a v anglickém národním týmu.
Greenwood poprvé nastoupil v dresu Manchester United v září 2019 v zápase Evropské ligy UEFA proti Astaně, ve kterém skóroval a stal se nejmladším střelcem klubu v evropských soutěžích, a to ve věku 17 let a 353 dní.
Greenwood debutoval v anglické reprezentaci do 21 let v kvalifikaci na Euro hráčů do 21 let 2021. V seniorské reprezentaci odehrál své první utkání v září 2020.
V lednu 2022 byl Greenwood zatčen pro podezření ze znásilnění a napadení ženy a o několik dní později pro podezření ze sexuálního napadení a vyhrožování zabitím.

## Klubová kariéra

### Manchester United
Greenwood nastoupil do akademie Manchesteru United ve věku šesti let v roce 2007. V sezóně 2017/18, ve věku 16 let, nastoupil do kádru týmu do 18 let a stal se nejlepším ligovým střelec se 17 góly v 21 hrách.
V červenci 2018 odcestoval Greenwood s A-týmem na předsezónní turnaj do USA. 20. července nastoupil do 76. minuty přátelského utkání proti mexickému Club America, když vystřídal Luka Shawa. Dne 2. října podepsal svou první profesionální smlouvu s klubem. V prosinci jej manažer José Mourinho povolal k tréninku s prvním týmem před zápasem Ligy mistrů proti Valencii.
Dne 6. března 2019 pod vedením Ole Gunnara Solskjæra debutoval Greenwood v klubu v zápase Ligy mistrů UEFA proti francouzskému Paris Saint-Germain, když v 87. minutě vystřídal Ashleyho Younga při výhře 3:1. Ve věku 17 let a 156 dní se stal druhým nejmladším hráčem klubu, který nastoupil do evropských pohárů (za Normanem Whitesidem) a vůbec nejmladším v éře Ligy mistrů. O čtyři dny později debutoval v Premier League, a to při porážce Arsenalu 2:0 a stal se jedním z nejmladších ligových debutantů v klubu.
Dne 7. května byl Greenwood jmenován Nejlepším hráčem měsíce dubna v Premier League 2. Na konci sezóny získal Greenwood cenu pro Nejlepšího mladého hráče klubu. 12. května, v poslední den sezóny, nastoupil Greenwood poprvé do ligového utkání v základní sestavě; porážce 2:0 proti Cardiffu City však nezabránil.

#### Sezóna 2019/20
Dne 17. července 2019 vstřelil Greenwood svůj první gól v dresu Manchester United v přátelském zápase proti Leeds United, a v dalším utkání, tentokráte proti Interu Milán, se opět střelecky prosadil. 19. září nastoupil do zápasu Evropské ligy proti kazašské Astaně, vstřelil jediný gól utkání a stal se nejmladším střelcem klubu v evropské soutěži ve věku 17 let, 353 dní. O týden později skóroval v zápase EFL Cupu proti Rochdale. 7. listopadu Greenwood skóroval a asistoval na gól Martiala při výhře 3:0 nad Partizanem Bělehrad a United se tak kvalifikoval do vyřazovací fáze soutěže. 24. listopadu vstřelil Greenwood svůj první ligový gól v utkání s Sheffieldem United. 12. prosince dal Greenwood dvě branky a zařídil penaltu v posledním utkání skupinové fáze Evropské ligy proti AZ Alkmaar. Manchester United vyhrál zápas 4:0 a skončil na 1. místě své skupiny. 15. prosince vstřelil vyrovnávací gól v zápase proti Evertonu. 12. března vstřelil svůj pátý gól v Evropské lize při vítězství 5:0 nad rakouským LASKem a stal se tak prvním teenagerem v klubu, který vstřelil alespoň 5 gólů v evropských pohárech v jedné sezóně. Skóroval i v zápase proti Aston Ville; čímž se stal teprve čtvrtým hráčem ve věku do 19 let, který skóroval ve třech po sobě jdoucích zápasech v Premier League a prvním od doby, kdy tak učinil Francis Jeffers v dresu Evertonu v roce 1999.

#### Sezóna 2020/21
Dne 28. října 2020 vstřelil Greenwood svůj první gól v Lize mistrů při výhře 5:0 nad RB Leipzig. 5. prosince 2020 vstřelil svůj první ligový gól v sezóně, a to v zápase proti West Hamu United. 2. února 2021 odehrál Greenwood celých 90 minut v zápase Premier League proti Southamptonu, který skončil drtivou výhrou 9:0.

## Reprezentační kariéra
Dne 30. srpna 2019 byl Greenwood poprvé zařazen do anglické reprezentace do 21 let a debutoval v 59. minutě utkání proti Turecku 6. září 2019 v rámci kvalifikace na Mistrovství Evropy do 21 let. 19. listopadu téhož roku vstřelil Greenwood svůj první gól v týmu; jednalo se o vyrovnávací branku v zápase proti Nizozemsku, který Anglie nakonec prohrála 2:1.
Dne 25. srpna 2020 byl Greenwood poprvé povolán do anglické reprezentace. Debutoval 5. září při výhře 1:0 nad Islandem v zápase Ligy národů 2020/21, když nastoupil jako náhradník v 78. minutě.
Dne 7. září 2020 byl Greenwood spolu s Philem Fodenem vyřazen trenérem Garethem Southgatem z reprezentace kvůli porušení koronavirových opatření na Islandu.

## Obvinění ze sexuálního zneužívání
Greenwoodova bývalá přítelkyně Harriet Robsonová ho 30. ledna 2022 obvinila, že ji proti její vůli nutil k pohlavnímu styku, a podala na něj žalobu za domácí násilí. Údajné Greenwoodovo zneužívání zveřejnila na svém oficiálním účtu na Instagramu, a to včetně nahraných zvukových záznamů a fotek jako důkaz. 30. ledna byl Greenwood vyřazen z kádru Manchesterem United a zatčen policií pro podezření ze znásilnění a napadení ženy. 1. února byl Greenwood dále obviněn ze sexuálního napadení a vyhrožování zabitím. Spolupráci s Greenwoodem následně ukončila společnost Nike a společnost EA Sports uvedla, že odstranila Greenwooda ze svých her FIFA.
Dne 2. února Greenwood složil kauci a opustil vazební věznici a bude dál vyšetřován na svobodě.

## Statistiky

### Klubové
K 4. dubnu 2021
| Klub              | Sezóna  | Liga           | Liga   | Liga | FA Cup | FA Cup | EFL Cup | EFL Cup | Evropské poháry | Evropské poháry | Ostatní | Ostatní | Celkem | Celkem |
| Klub              | Sezóna  | Liga           | Zápasy | Góly | Zápasy | Góly   | Zápasy  | Góly    | Zápasy          | Góly            | Zápasy  | Góly    | Zápasy | Góly   |
| ----------------- | ------- | -------------- | ------ | ---- | ------ | ------ | ------- | ------- | --------------- | --------------- | ------- | ------- | ------ | ------ |
| Manchester United | 2018/19 | Premier League | 3      | 0    | 0      | 0      | 0       | 0       | 1               | 0               | —       | —       | 4      | 0      |
| Manchester United | 2019/20 | Premier League | 31     | 10   | 5      | 1      | 4       | 1       | 9               | 5               | —       | —       | 49     | 17     |
| Manchester United | 2020/21 | Premier League | 31     | 7    | 4      | 2      | 3       | 1       | 14              | 2               | —       | —       | 52     | 12     |
| Manchester United | 2021/22 | Premier League | 18     | 5    | 1      | 0      | 1       | 0       | 4               | 1               | —       | —       | 24     | 6      |
| Celkem            | Celkem  | Celkem         | 83     | 22   | 10     | 3      | 8       | 2       | 28              | 8               | 0       | 0       | 129    | 35     |

### Reprezentační
K 5. září 2020
| Anglie | Anglie | Anglie |
| Rok    | Zápasy | Góly   |
| ------ | ------ | ------ |
| 2020   | 1      | 0      |
| Celkem | 1      | 0      |

## Ocenění

### Klubová

#### Manchester United
- Evropská liga UEFA: 2020/21 (druhé místo)

### Individuální
- Hráč měsíce Premier League 2: Duben 2019[43]
- Mladý hráč roku Manchesteru United: 2018/19[17]